# 寒川高等学校 (私立)
寒川高等学校（さんがわこうとうがっこう）は、香川県さぬき市寒川町石田西に所在する私立高等学校。男女共学。丸亀市の香川県藤井中学・高等学校は姉妹校。

## 概観
高松市以東の東讃地域で唯一看護科を擁する高等学校である。それまで看護科は3年間の高等学校課程と2年間の専攻科課程に分かれていたが、2009年度から看護専攻科を廃止し、その課程を看護科に統合することにより看護科を5年一貫制に改変した。これにより、当校のうち看護科は「5年制高等学校」となる。

## 沿革
- 1974年4月1日 - 開校。普通科を設置
- 1975年4月1日 - 衛生看護科設置
- 1978年4月1日 - 衛生看護専攻科（2年制）設置
- 1984年4月1日 - 通科体育コース新設
- 2009年4月1日 - 看護専攻科の課程を吸収し看護科を5年制に改変
- 2013年3月31日 - 看護専攻科を廃止

## 学科
全日制
- 普通科
- 看護科（5年制）

## 部活動
- 柔道

1978年 インターハイ全国大会　個人戦71kg級優勝
1984年 四国高校柔道選手権大会で団体優勝
2008年 四国総体　埼玉インターハイ出場（個人戦100キロ超級）
- テニス

2007年 佐賀インターハイ出場、秋田わか杉国体出場
- ゴルフ

2007年 全国高等学校ゴルフ選手権大会　第6位
- 野球

全国高等学校野球選手権大会　出場2回（2009年〈第91回〉、2015年〈第97回〉）

## 著名な卒業生
- 遠藤章造（お笑いタレント）
- 西村龍次（元プロ野球選手、広陵高等学校から転校）
- 鶴田圭祐（元プロ野球選手）
- 野村勇（プロ野球選手）
- 吉鷹幸春（桐蔭横浜大学柔道部総監督、神戸ユニバシアード大会、講道館杯全日本柔道体重別選手権大会、フランス国際柔道大会、ドイツ国際柔道大会等優勝）
- 堀奈津佳（女子プロゴルファー）
- 家泉怜依（プロサッカー選手）

## 最寄り駅
- 四国旅客鉄道高徳線神前駅